# HC Slezan Opava
Der HC Slezan Opava ist ein tschechischer Eishockeyklub aus Opava, der 1945 gegründet wurde und seit 2006 in der dritten tschechischen Spielklasse, der 2. Liga, spielt.

## Geschichte

### Troppauer Eislaufverein
Als Vorgängerverein des HC Slezan Opava gilt der 1868 gegründete Troppauer Eislaufverein Opava, der ab der Saison 1908/1909 die Sportart Eishockey (mit dem Ball oder mit der Scheibe) ausübte.
Der Troppauer EV nahm an der ab 1929 ausgespielten Meisterschaft des Deutschen Eishockey Verbands, des Verbands der ethnisch Deutschen in der Tschechoslowakei teil. Von 1929 bis 1936 wurde der Club Meister, außer 1932 als das Finale ausfiel. 1936/37 und 1937/38 nahm der Verein nicht teil. 
Nach der Annektierung des Sudetenlands durch das Deutsche Reich 1938 nahm der Troppauer EV 1940 an der deutschen Meisterschaft teil. Eingegliedert in den NTSG Troppau sollte die Mannschaft auch an der Meisterschaft 1941 teilnehmen, musste jedoch zurückziehen. Mit dem Ende des Zweiten Weltkriegs endete die Geschichte des Troppauer Eislaufvereins.

### HC Slezan Opava
1996 wurde der HC Opava Meister der 1. Liga und schaffte den Aufstieg in die Extraliga. Der Verein konnte sich bis zum Ende der Spielzeit 1998/99 in der höchsten Spielklasse halten. Danach folgte zunächst der Abstieg in die 1. Liga und 2006 der Abstieg in die 2. Liga.

## Eisstadion
Seine Heimspiele trägt der Verein im 5.500 Zuschauer fassenden Zimní Stadion Opava aus. Den höchsten Zuschauerschnitt verzeichnete der Klub 1998/99, als durchschnittlich 3.484 Zuschauer die Spiele des Vereins besuchten.
Ab 1927 wurden die Voraussetzungen für die Umwandlung der bestehenden Natureisbahn in eine Kunsteisbahn geschaffen. Obwohl 1935 mit den Bauarbeiten begonnen wurde, wurde der Umbau aus Geldmangel und angesichts der politischen Entwicklungen nicht mehr beendet. 1953 wurde anstelle der Natureisbahn das Kunsteisstadion erbaut und 1956 überdacht.